# 辰清站
辰清站，位于中华人民共和国黑龙江省黑河市孙吴县辰清镇辰清村，是北黑铁路上的火车站，建于1933年，由哈尔滨铁路局管辖。

## 車站周邊
- 中国邮政储蓄银行辰清镇营业所

## 歷史
- 建于1933年。

## 外部連結
- 中国铁路客户服务中心 （页面存档备份，存于）